# División Mayor del Fútbol Profesional Colombiano
Die División Mayor del Fútbol Colombiano (akronym und kurz DIMAYOR) ist die am 27. Juni 1948 ins Leben gerufene Vertretung der kolumbianischen Fußball-Profimannschaften. 
Dimayor ist Veranstalter der kolumbianischen Fußballmeisterschaft, die in der Categoría Primera A ausgespielt wird, und der Categoría Primera B genannten zweite Liga mit insgesamt 36 Vereinen. Seit 2008 lässt sie auch einen Pokalwettbewerb wieder aufleben, der bereits in den frühen 1950er Jahren seinen Ursprung hatte. Seit 2012 richtet die Dimayor auch die Superliga de Colombia, in der die Sieger der Apertura und Finalización aufeinandertreffen, aus.
2017 wurde die nationale Meisterschaft des Frauenfußballs in der Liga Profesional Femenina de Fútbol de Colombia etabliert.

## Wettbewerbe der DIMAYOR
- Categoría Primera A
- Categoría Primera B
- Copa Colombia
- Superliga de Colombia
- Liga Profesional Femenina de Fútbol de Colombia